# Kertész Pál
Kertész Pál (Budapest, 1909. június 3. – Budapest, 1970. július 7.) magyar forgatókönyvíró, filmrendező.

## Életpályája
Budapesten született Kertész Henrik gyári hivatalnok és Nagel Laura (1879–1955) gyermekeként izraelita családban. 1929-ben a református vallásra tért át. A középiskola befejezését követően tisztviselőként dolgozott. 1945-ben a MAFIRT-hoz került rendezőként, ahol kezdetben dokumentumfilmeket készített. 1947-1948 között Balázs Béla titkára volt a  Filmtudományi Intézetben. 1950-1956 között a Pannónia Filmstúdió szinkronrendezője volt. 1957-től a Filmtudományi Intézetben dolgozott.
Sírja a Farkasréti temetőben található.

## Filmjei
- Az elhagyott gyermekek (1946)
- Betlehemi királyok (1947)
- A felszabadult Budapest (1947)
- Díszmagyar (1949)
- Miénk a föld, miénk a teremtés
- Arccal a vasút felé